# Christophe Auguin
Christophe Auguin (Granville, 1959. december 10. –) francia tengerész, szólóvitorlázó. Ő az egyetlen versenyző, aki megnyert három földkerülő szólóvitorlás versenyt. A BOC Challenget kétszer (1990-1991 és 1994-1995), és a Vendée Globeot egyszer (1996-1997).
Ezen túl megnyerte a Solitaire du Figaro 1986-os kiírását.

## Díjai, helyezései
- 1981 : a Micro Cup5 világ-verseny második helyezettje
- 1984 : a Solitaire du Figaro 9. helyezettje az Oplite nevű hajóval
- 1985 : a Solitaire du Figaro 5. helyezettje az Oplite nevű hajóval
- 1986 : a Solitaire du Figaro győztese a  Normerel nevű hajóval
  - ezen túl a második és harmadik szakaszt is megnyerte
- 1988 : feladta a Solitaire du Figaro versenyt, a Sceta-val versenyezve árbócproblémák miatt.
- 1989 : a Solitaire du Figaro 5. helyezettje a Sceta nevű hajóval
- 1990-1991 : a BOC Challenge győztese a Groupe Sceta nevű hajóval.
  - ezen túl az első és a negyedik szakaszt is megnyerte
- 1992 : a trophée Clairefontaine des Champions futam győztese
- 1993 : Franciaország bajnoka az X99-cel.
- 1993 : a Mini-Fastnet második helyezettje Pascal Leysel közösen, a Lange Assurances hajóval
- 1994-1995 : a BOC Challenge győztese a Secta-Calberson nevű hajóval
  - ezen túl a második, harmadik és a negyedik szakaszt is megnyerte
- 1995 : a Trophée Clairefontaine harmadik helyezettje
- 1996-1997 : Vendée Globe, győzelem a Geodis-el.
- 1998 : a Route de l'Or harmadik helyezettje a Geodis-al.
- 2001 : a Trophée Clairefontaine hatodik helyezettje

## Rekordjai
- Földkerülés szólóban non-stop kikötéssel:
  - 1990-1991 : 120 nap, 22 óra, 36 perc és 35 másodperc a Groupe Sceta hajóval a BOC Challengen.
- Földkerülés szólóban non-stop kikötés és segítség nélkül:
  - 1996-1997 : 105 nap, 20 óra, 31 perc és 23 másodperc a Geodis nevű hajóval.[2]
- Egytestű szólóvitorlással 24 óra alatt megtett legnagyobb táv :
  - 1994 : 350,9 tengeri mérföld, a Secta-Calberson hajóval a BOC Challengen.
  - 1996 : 374 tengeri mérföld a Geodisal a  Vendée Globeon.[3]
- Egytestű vitorlással és csapattal 24 óra alatt megtett legnagyobb táv ::
  - 1995 : 447,5 tengeri mérföld a Secta-Calberson hajóval a BOC Challenge-n, a visszaérkezés után.
- Atlanti Óceán átkelés New York-Lizard kupa, egytestű vitorlással, személyzettel
  - 1998 : 9 nap, 22 óra és 59 perc,a Geodis hajóval a Route de l'Or-ol való visszatéréskor. (nem jóváhagyott csúcs).

## Publikációi
Christophe Auguin, 105 jours en solitaire ("105 nap magány"), Paris, Éditions Denoel, 1997 187 p. (ISBN 9782207246054)

## Fordítás
- Ez a szócikk részben vagy egészben  a   Christophe Auguin című francia Wikipédia-szócikk fordításán alapul.  Az eredeti cikk szerkesztőit annak laptörténete sorolja fel. Ez a jelzés csupán a megfogalmazás eredetét és a szerzői jogokat jelzi, nem szolgál a cikkben szereplő információk forrásmegjelöléseként.